# Ga Jukjeon (Yongin)
Ga Jukjeon (Tiếng Hàn: 죽전역, Hanja:竹田驛) là ga tàu điện ngầm trên Tuyến Suin–Bundang, nằm ở Jukjeon-dong, Suji-gu, Yongin-si, Gyeonggi-do. Nó đóng một vai trò quan trọng trong việc giải tỏa tắc nghẽn giao thông ở phía tây bắc của Yongin. Đây cũng là nhà ga gần khuôn viên Yongin nhất của Đại học Dankook , với các chuyến xe buýt đưa đón dự kiến sẽ chạy giữa trường đại học và nhà ga.
Tên phụ của ga là Đại học Dankook, nơi cho biết trường đại học nằm gần đó.

## Bố trí ga
| ↑ Ori           |
| ４３ \| ２１ \| |
| Bojeong ↓       |

| １ | ●Tuyến Suin–Bundang | → Khởi hành từ ga này (Hướng Gosaek · Incheon) → Kết thúc ga này (Khởi hành từ Cheongnyangni · Wangsimni) |
| ２ | ●Tuyến Suin–Bundang | → Hướng đi Gosaek · Oido · Incheon →                                                                      |
| ３ | ●Tuyến Suin–Bundang | ← Hướng đi Suseo · Seolleung · Wangsimni · Cheongnyangni                                                  |
| ４ | ●Tuyến Suin–Bundang | → Khởi hành từ ga này (Hướng Wangsimni · Cheongnyangni) → Kết thúc ga này (Khởi hành từ Incheon · Gosaek) |